# Basal, Baranya
Basal este un sat în districtul Szigetvár, județul Baranya, Ungaria, având o populație de 185 de locuitori (2011). 

## Demografie
Componența etnică a satului Basal
     Maghiari (100%)
Componența confesională a satului Basal
     Romano-catolici (54,59%)
     Reformați (27,03%)
     Fără religie (5,95%)
     Necunoscută (12,43%)
Conform recensământului din 2011, satul Basal avea 185 de locuitori. Din punct de vedere etnic, majoritatea locuitorilor (100,0%) erau maghiari.  Din punct de vedere confesional, majoritatea locuitorilor (54,59%) erau romano-catolici, existând și minorități de reformați (27,03%) și persoane fără religie (5,95%). Pentru 12,43% din locuitori nu este cunoscută apartenența confesională.